# 新竹市議會第七屆議員列表
新竹市議會第七屆議員由20歲以上之設籍新竹市市民於2005年公民直選選出，任期四年，無連任次數之限制。

## 選區
本屆新竹市議員選舉劃分為5個選區，應選32席，各選區議員席次分配如下：
- 第一選區（市議員東區，應選11席）：東區東門聯里、東勢聯里、埔頂聯里、建功聯里
- 第二選區（市議員南區，應選4席）：東區竹蓮聯里、南門聯里
- 第三選區（市議員西區，應選3席）：北區西門聯里、客雅聯里
- 第四選區（市議員北區，應選8席）：北區士林聯里、湳雅聯里、北門聯里、南寮聯里
- 第五選區（6席）：香山區

## 名單
| 選區     | 政黨         | 姓名     | 備註                                                                  |
| -------- | ------------ | -------- | --------------------------------------------------------------------- |
| 第一選區 | 中國國民黨   | 謝希誠   |                                                                       |
| 第一選區 | 中國國民黨   | 張祖琰   |                                                                       |
| 第一選區 | 中國國民黨   | 鄭劉淑妹 |                                                                       |
| 第一選區 | 中國國民黨   | 段孝芳   |                                                                       |
| 第一選區 | 民主進步黨   | 鄭宏輝   |                                                                       |
| 第一選區 | 民主進步黨   | 古榮政   |                                                                       |
| 第一選區 | 無黨籍       | 鍾淑英   |                                                                       |
| 第一選區 | 無黨籍       | 鄭正鈐   | 曾因違反該黨黨紀參選2004年中華民國立法委員選舉，遭撤銷 中國國民黨籍。 |
| 第一選區 | 無黨籍       | 余泉霖   |                                                                       |
| 第一選區 | 無黨籍       | 陳文正   |                                                                       |
| 第一選區 | 親民黨       | 李國璋   |                                                                       |
| 第二選區 | 中國國民黨   | 宋金海   |                                                                       |
| 第二選區 | 中國國民黨   | 徐信芳   |                                                                       |
| 第二選區 | 民主進步黨   | 魏秀珍   |                                                                       |
| 第二選區 | 無黨籍       | 許文棟   |                                                                       |
| 第三選區 | 中國國民黨   | 駱克銘   |                                                                       |
| 第三選區 | 中國國民黨   | 呂於台   |                                                                       |
| 第三選區 | 民主進步黨   | 鄭正宗   |                                                                       |
| 第四選區 | 中國國民黨   | 彭憲忠   |                                                                       |
| 第四選區 | 中國國民黨   | 李黃錦燕 |                                                                       |
| 第四選區 | 中國國民黨   | 吳青山   |                                                                       |
| 第四選區 | 無黨籍       | 謝文進   | 副議長                                                                |
| 第四選區 | 無黨籍       | 孫鍚洲   |                                                                       |
| 第四選區 | 無黨籍       | 溫明地   |                                                                       |
| 第四選區 | 無黨籍       | 蔡錕鈺   |                                                                       |
| 第四選區 | 台灣團結聯盟 | 李妍慧   |                                                                       |
| 第五選區 | 中國國民黨   | 賀玉燕   |                                                                       |
| 第五選區 | 中國國民黨   | 王明魁   |                                                                       |
| 第五選區 | 中國國民黨   | 林耕仁   |                                                                       |
| 第五選區 | 民主進步黨   | 林漢淇   |                                                                       |
| 第五選區 | 無黨籍       | 鄭成光   | 議長                                                                  |
| 第五選區 | 台灣團結聯盟 | 吳國寶   |                                                                       |

## 政黨席次
- 中國國民黨：14席
- 民主進步黨：5席
- 無黨籍：10席
- 台灣團結聯盟：2席
- 親民黨：1席